# Zalando
Zalando SE je evropská společnost pro elektronický obchod se sídlem v Berlíně v Německu. Společnost se řídí platformovým přístupem a nabízí produkty módy a životního stylu zákazníkům na 17 evropských trzích. Zalando bylo založeno v Německu v roce 2008. V roce 2019 byl zaznamenán nárůst o 20 procentních bodů proti předchozímu roku, tržby dosáhly 6,5 miliardy EUR.

## Historie
Zalando založili v roce 2008 Rocket Internet Robert Gentz a David Schneider, původně pod názvem Ifansho. Inspirován americkým online prodejcem Zappos.com, Zalando se původně specializoval na prodej obuvi.
V roce 2012 začal Zalando působit mimo Německo a nabízel dodávky do Rakouska. V roce 2010 společnost uvedla na trh v Nizozemsku a Francii a do svého portfolia přidala oblečení. V roce 2011 otevřela online maloobchodní weby ve Velké Británii, Itálii a Švýcarsku. V následujícím roce se Zalando rozšířilo do Švédska, Dánska, Finska, Norska, Belgie, Španělska a Polska.
Od roku 2013 se po vzoru technologických společností z východu, zejména z Číny, změnilo Zalando v evropskou digitální platformu. Emulující čínské společnosti se Zalando pustil do předělání do digitálního nákupního centra, což módním domům a maloobchodníkům umožnilo prodej také prostřednictvím Partnerského programu, často s omezeným vstupem od Zalando.
V roce 2014 byl Zalando kótován na frankfurtské burze cenných papírů. Od 22. června 2015 je Zalando součástí MDAX. V roce 2015 začal Zalando spolupracovat s Topshopem a začal prodávat zboží online. Reklamy představující model Cara Delevingne byly vysílány v Německu, Švýcarsku a Francii.
V červnu 2015 získal veletrh módy „Bread & Butter“ společnost Zalando se záměrem otevřít celosvětově důležitou událost širšímu publiku jako „módní festival“. První ročník „Bread && Butter by Zalando“ se konal v roce 2016 a hostil 20 000 návštěvníků v aréně v Berlíně.
V roce 2018 zahájila společnost Zalando společnost Beauty v Německu, Polsku a Rakousku a otevřela v Berlíně obchod konceptů krásy nabízející pravidelně se měnící sortiment kosmetických výrobků. Zalando dále přidalo do svého portfolia kosmetické a pečovatelské výrobky pro muže a zavedlo věrnostní program „Zalando Plus“ zákazníkům v Německu.
V únoru 2018 Zalando rozšířil spolupráci s fyzickými maloobchodníky v Německu.
V červnu 2018 společnost Zalando rozšířila své působení do Irska a České republiky. Trhy jsou obsluhovány přes existující logistická místa v Zalandu. V listopadu společnost Zalando oznámila zrušení módního veletrhu Bread & Butter.
Na začátku roku 2019 společnost Zalando otevřela nové logistické místo ve švédské Brunně a předala své první vlastní logistické místo v německém Brieselangu společnosti Fiege Logistics.
Zákazníci z Česka jsou od února roku 2020 obsluhováni z logistického centra v Polsku.
V prosinci 2024 společnost získala 100 % podíl v konkurenční společnosti About You.